# Specie di Puya
Elenco delle specie di Puya

## A
```
   Puya adscendens L.B.Sm.
   Puya aequatorialis André
   Puya alata L.B.Sm.
   Puya alba L.B.Sm.
   
Puya alpestris
 
(Poepp.) Gay

   Puya alpicola L.B.Sm.
   Puya angelensis E.Gross & Rauh
   Puya angulonis L.B.Sm.
   Puya angusta L.B.Sm.

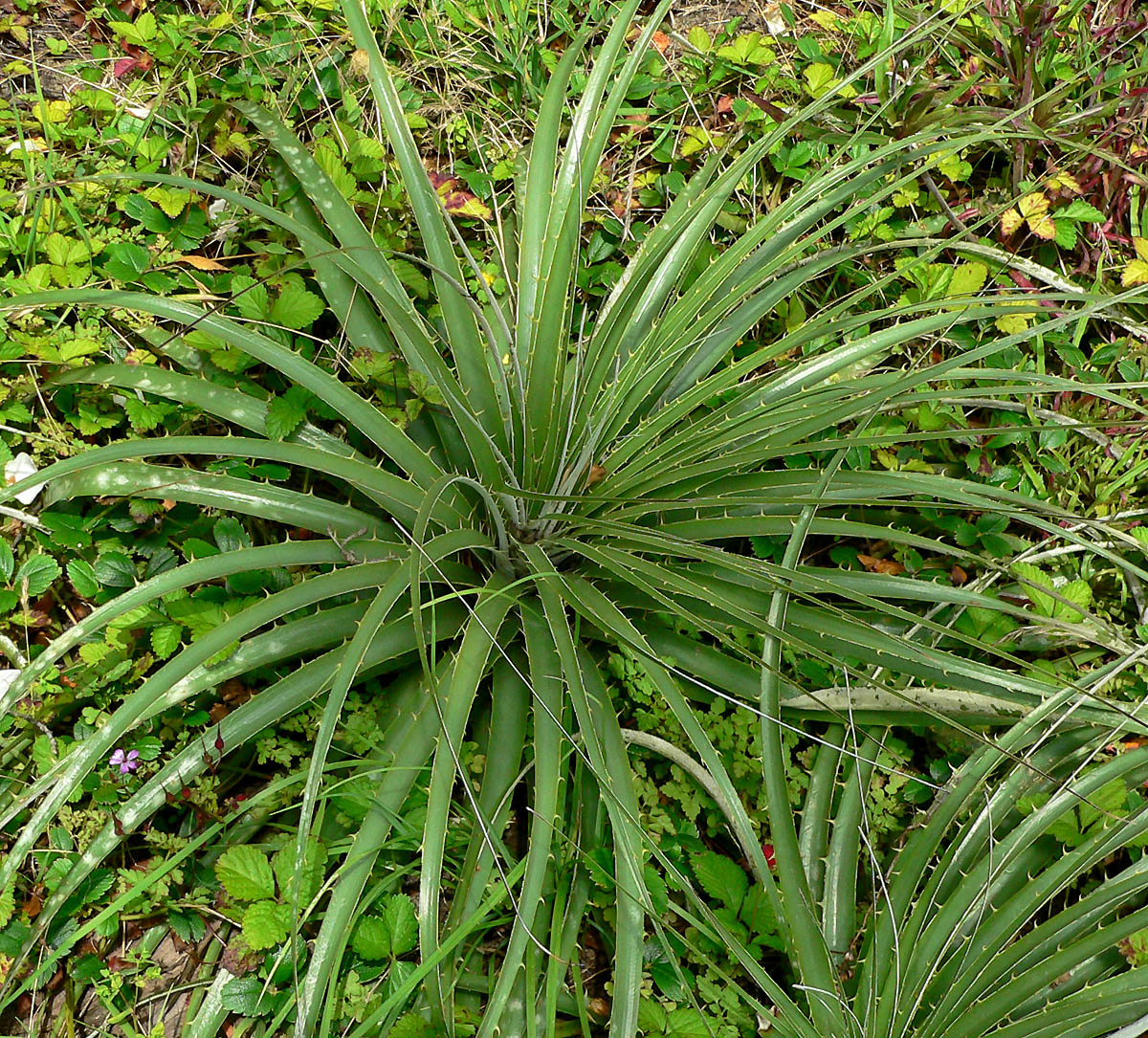
Puya alpestris

   Puya antioquensis L.B.Sm. & Read
   Puya araneosa L.B.Sm.
   Puya argentea L.B.Sm.
   Puya aristeguietae L.B.Sm.
   Puya assurgens L.B.Sm.
   Puya atra L.B.Sm.
```

## B
```
   Puya barkleyana L.B.Sm.

Puya × berteroniana

   Puya bermejana S.E.Gómez, Slanis & A.Grau
   Puya × berteroniana Mez
   Puya bicolor Mez
   Puya boliviensis Baker
   Puya boopiensis R.Vásquez, Ibisch & R.Lara
   Puya boyacana Cuatrec.
   Puya brachystachya (Baker) Mez
   Puya brackeana Manzan. & W.Till
   Puya bravoi Aráoz & A.Grau
   Puya brittoniana Baker
```

## C
```

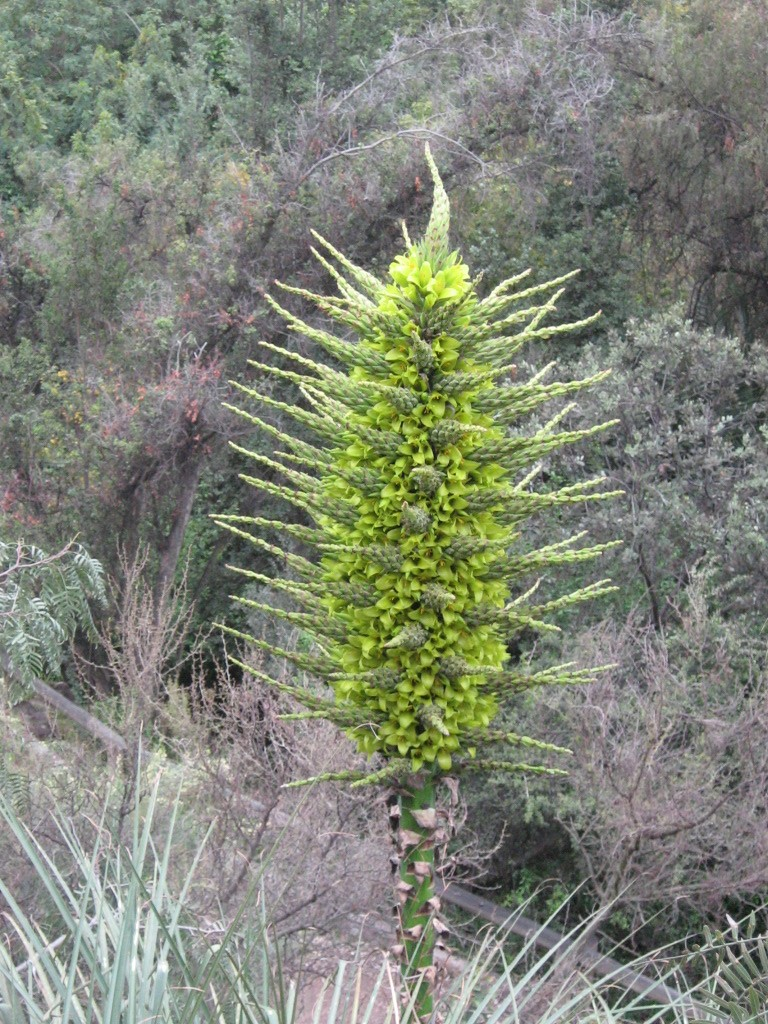
Puya chilensis

   Puya cahuachensis A.Galán, J.Montoya, Vicente Orell. & E.Linares
   Puya cajasensis Manzan. & W.Till
   Puya cardenasii L.B.Sm.
   Puya cardonae L.B.Sm.
   Puya casmichensis L.B.Sm.
   Puya castellanosii L.B.Sm.
   Puya cerrateana L.B.Sm.
   Puya chilensis Molina
   Puya claudiae Ibisch, R.Vásquez & E.Gross
   Puya clava-herculis Mez & Sodiro
   Puya cleefii L.B.Sm. & Read
   Puya cochabambensis R.Vásquez & Ibisch
   Puya coerulea Lindl.
   Puya colcaensis Treviño, Quip. & Gouda
   Puya commixta L.B.Sm.
   Puya compacta L.B.Sm.
   Puya coriacea L.B.Sm.
   Puya cristata L.B.Sm.
   Puya cryptantha Cuatrec.
   Puya ctenorhyncha L.B.Sm.
   Puya cuatrecasasii L.B.Sm.
   Puya cuevae Manzan. & W.Till
   Puya cylindrica Mez
```

## D
```
   Puya dasylirioides Standl.
   Puya densiflora Harms
   Puya depauperata L.B.Sm.
   Puya dichroa L.B.Sm. & Read
   Puya dodsonii Manzan. & W.Till
   Puya dolichostrobila Harms

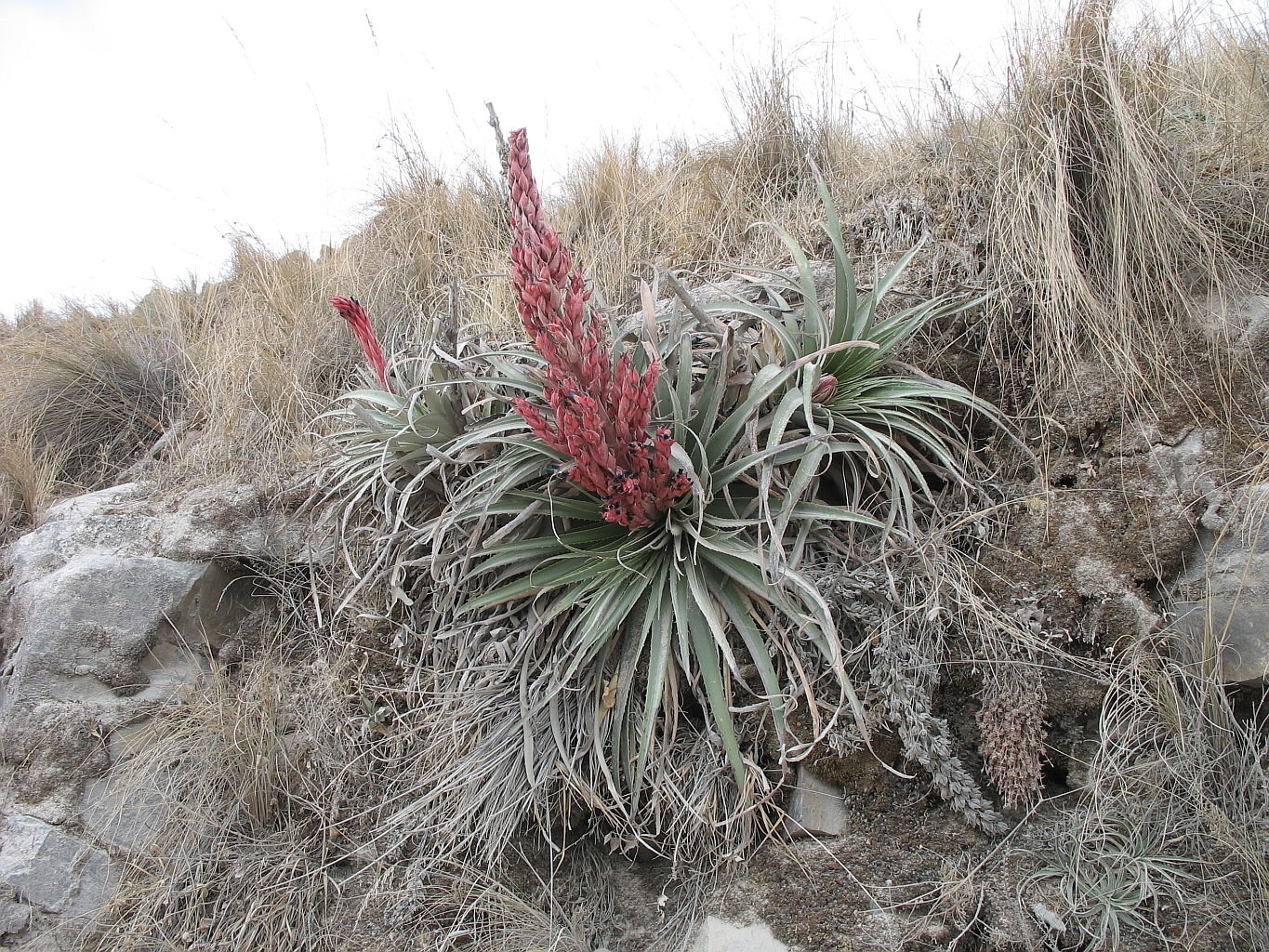
Puya dyckioides

   Puya donneriana R.Vásquez, Altam. & Ibisch
   Puya dyckioides (Baker) Mez
```

## E
```
   Puya elviragrossiae R.Vásquez & Ibisch
   Puya entre-riosensis Ibisch & E.Gross
   Puya erlenbachiana Ibisch & R.Vásquez
   Puya eryngioides André
   Puya exigua Mez
   Puya exuta L.B.Sm. & Read
```

## F
```
   Puya fastuosa Mez
   Puya ferox Mez
   Puya ferreyrae L.B.Sm.
   Puya ferruginea (Ruiz & Pav.) L.B.Sm.
   Puya fiebrigii Mez
   Puya floccosa (Linden) É.Morren ex Mez
   Puya fosteriana L.B.Sm.
   Puya fulgens L.B.Sm.
   Puya furfuracea (Willd.) L.B.Sm.
```

## G
```
   Puya gargantae L.B.Sm.
   Puya gerd-muelleri W.Weber
   Puya gerdae W.Weber
   Puya gigas André
   Puya gilmartiniae G.S.Varad. & A.R.Flores
   Puya glabrescens L.B.Sm.
   Puya glandulosa L.B.Sm.
   Puya glareosa L.B.Sm.
   Puya glaucovirens Mez
   Puya glomerifera Mez & Sodiro
   Puya goudotiana Mez
   Puya gracilis L.B.Sm.
   Puya grafii Rauh
   Puya grandidens Mez
   Puya grantii L.B.Sm.
   Puya grubbii L.B.Sm.
   Puya gutteana W.Weber
```

## H
```
   Puya hamata L.B.Sm.
   Puya harmsii (A.Cast.) A.Cast.
   Puya harry-lutheri Gouda
   Puya herrerae Harms
   Puya herzogii Wittm.
   Puya hirtzii Manzan. & W.Till
   Puya hofstenii Mez
   Puya horrida L.B.Sm. & Read
   Puya hortensis L.B.Sm.
   Puya hoxeyi Janeba
   Puya hromadnikii Rauh
   Puya huancavelicae L.B.Sm.
   Puya humilis Mez
   Puya hutchisonii L.B.Sm.
```

## I
```
   Puya ibischii R.Vásquez
   Puya iltisiana L.B.Sm.
   Puya isabellina Mez
```

## J
```
   Puya joergensenii H.Luther
```

## K
```
   Puya killipii Cuatrec.
   Puya kuntzeana Mez
```

## L
```
   Puya laccata Mez

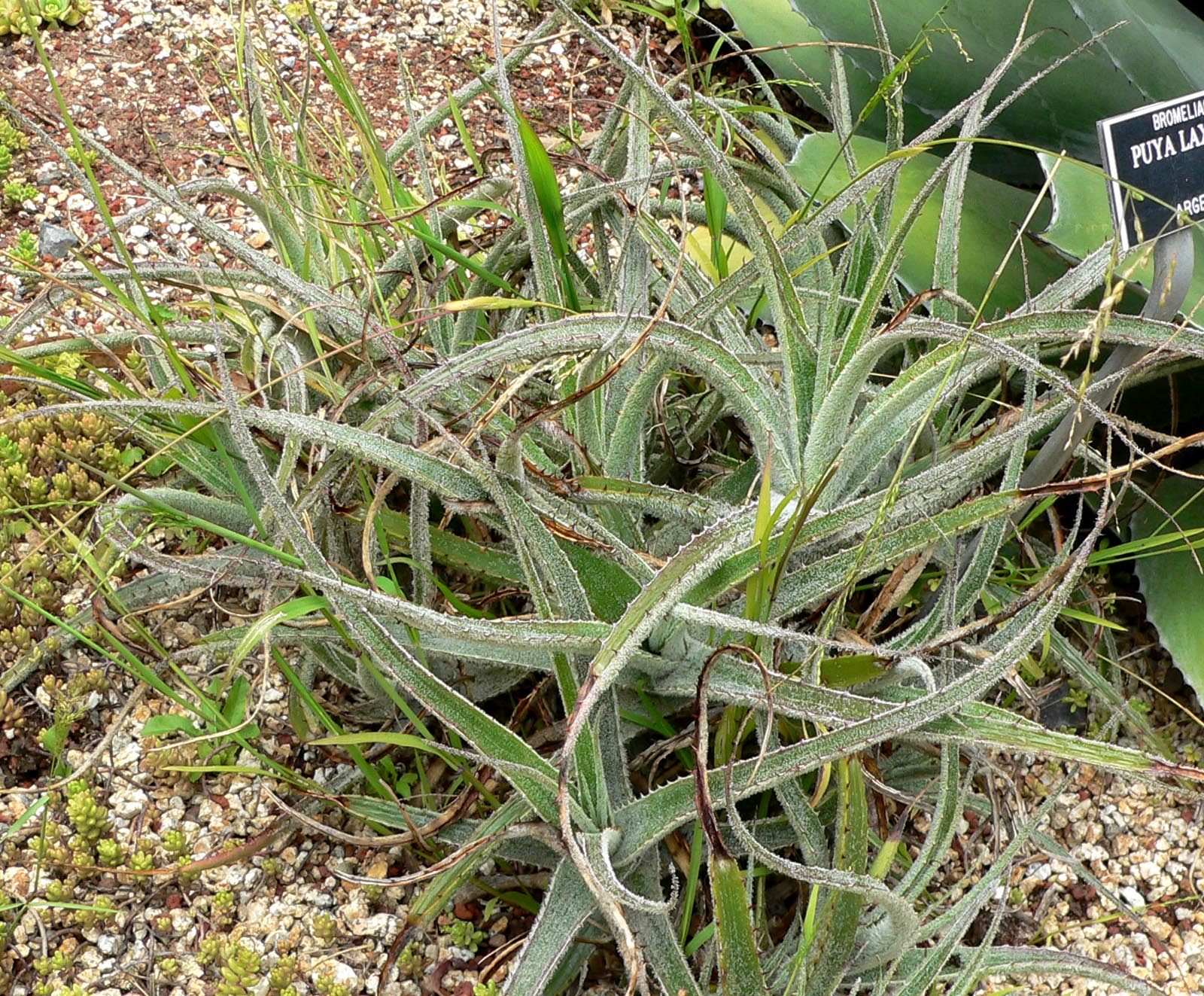
Puya laxa

   Puya lanata (Kunth) Schult. & Schult.f.
   Puya lanuginosa (Ruiz & Pav.) Schult. & Schult.f.
   Puya larae R.Vásquez & Ibisch
   Puya lasiopoda L.B.Sm.
   Puya laxa L.B.Sm.
   Puya lehmanniana L.B.Sm.
   Puya leptostachya L.B.Sm.
   Puya lilloi A.Cast.
   Puya lineata Mez
   Puya llatensis L.B.Sm.
   Puya loca Madriñán
   Puya lokischmidtiae R.Vásquez & Ibisch
   Puya longisepala Mez
   Puya longispina Manzan. & W.Till
   Puya longistyla Mez
   Puya lopezii L.B.Sm.
   Puya lutheri W.Till
```

## M
```
   Puya macbridei L.B.Sm.
   Puya macropoda L.B.Sm.
   Puya macrura Mez
   Puya maculata L.B.Sm.
   Puya mariae L.B.Sm.
   Puya medica L.B.Sm.
   Puya membranacea L.B.Sm.
   Puya meziana Wittm.
   Puya micrantha Mez
   Puya mima L.B.Sm. & Read
   Puya minima L.B.Sm.
   Puya mirabilis (Mez) L.B.Sm.
   Puya mitis Mez
   Puya mollis Baker ex Mez
   Puya mucronata Manzan.
```

## N
```
   Puya nana Wittm.
   Puya navarroana Manzan. & W.Till
   Puya nigrescens L.B.Sm.
   Puya nitida Mez
   Puya nivalis Baker
   Puya novarae G.S.Varad. ex Gómez Rom. & A.Grau
   Puya nutans L.B.Sm.
```

## O
```
   Puya obconica L.B.Sm.
   Puya occidentalis L.B.Sm.
   Puya ochroleuca Betancur & Callejas
   Puya olivacea Wittm.
   Puya oxyantha Mez
```

## P
```
   Puya pachyphylla R.Vásquez & Ibisch
   Puya parviflora L.B.Sm.
   Puya pattersoniae Manzan. & W.Till
   Puya paupera Mez
   Puya pearcei (Baker) Mez
   Puya penduliflora L.B.Sm.
   Puya pichinchae Mez & Sodiro
   Puya pitcairnioides L.B.Sm.
   Puya pizarroana R.Vásquez, Ibisch & S.Beck
   Puya ponderosa L.B.Sm.
   Puya potosina L.B.Sm.
   Puya pratensis L.B.Sm.
   Puya prosanae Ibisch & E.Gross
   Puya pseudoeryngioides H.Luther
   Puya pusilla H.Luther
   Puya pygmaea L.B.Sm.
   Puya pyramidata (Ruiz & Pav.) Schult. & Schult.f.
```

## R
```
   
Puya raimondii
 
Harms

   Puya ramonii L.B.Sm.
   Puya ramosissima ined.
   Puya rauhii L.B.Sm.
   Puya reducta L.B.Sm.
   Puya reflexiflora Mez
   Puya retrorsa Gilmartin
   Puya riparia L.B.Sm.

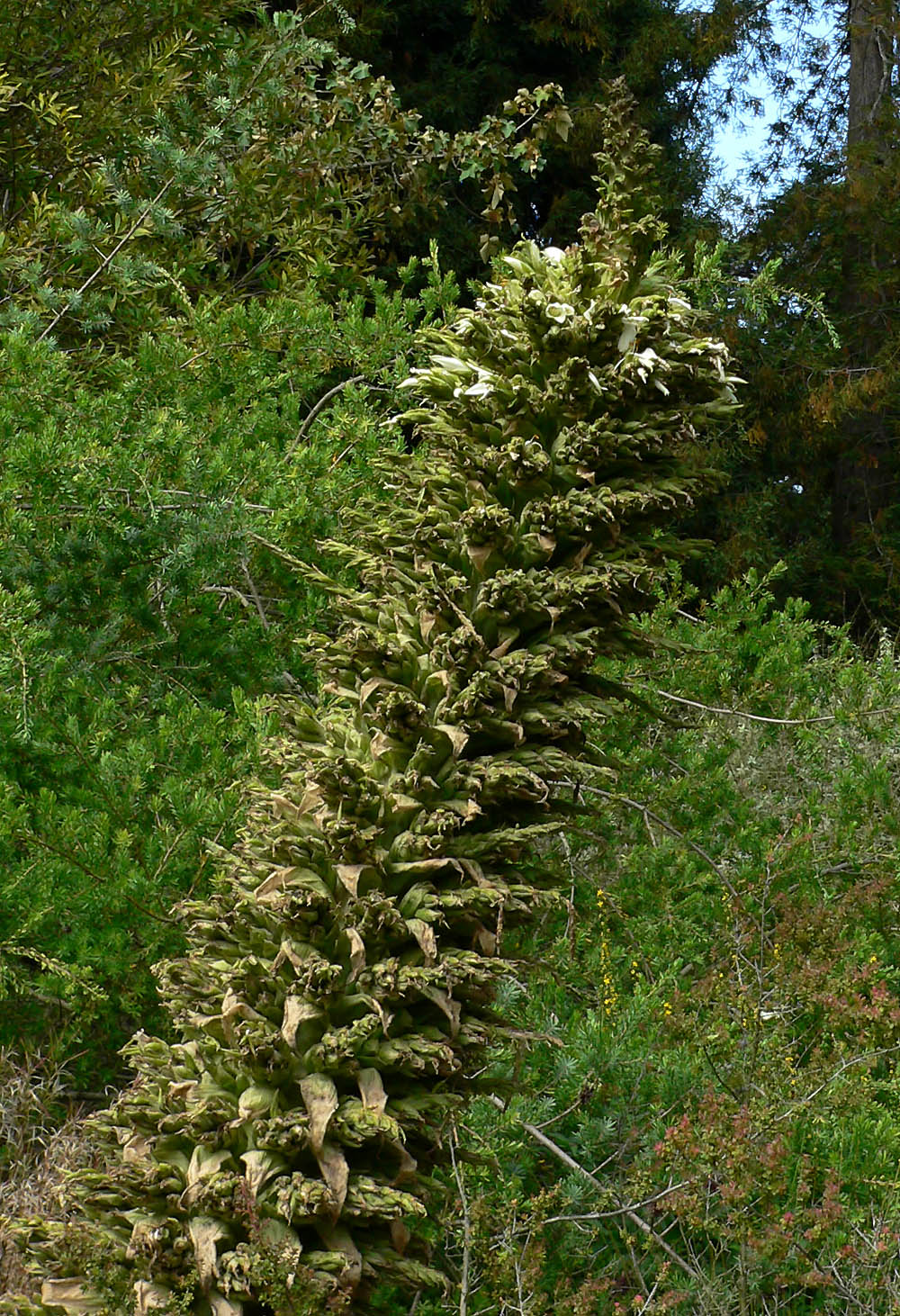
Puya raimondii

   Puya robin-fosteri G.S.Varad. & H.Luther
   Puya roezlii É.Morren
   Puya roldanii Betancur & Callejas
   Puya roseana L.B.Sm.
   Puya rusbyi (Baker) Mez
```

## S
```
   Puya sagasteguii L.B.Sm.
   Puya sanctae-crucis (Baker) L.B.Sm.
   Puya sanctae-martae L.B.Sm.
   Puya santanderensis Cuatrec.
   Puya santosii Cuatrec.
   Puya secunda L.B.Sm.
   Puya sehuencasensis R.Vásquez, Ibisch & R.Lara
   Puya serranoensis Rauh
   Puya silvae-baccae L.B.Sm. & Read
   Puya simulans L.B.Sm.
   Puya smithii A.Cast.
   Puya sodiroana Mez
   Puya solomonii G.S.Varad.
   Puya spathacea (Griseb.) Mez
   Puya stenothyrsa (Baker) Mez
   Puya stipitata L.B.Sm.
   Puya strobilantha Mez
```

## T
```
   Puya textoragicolae W.Weber
   Puya thomasiana André
   Puya tillii Manzan.
   Puya tovariana L.B.Sm.
   Puya trianae Baker
   Puya tristis L.B.Sm.
   Puya trollii L.B.Sm.
   Puya tuberosa Mez
   Puya tunarensis Mez
   Puya tyleriana Sagást., Zapata & M.O.Dillon
```

## U
```
   Puya ugentiana L.B.Sm.
   Puya ultima L.B.Sm.
```

## V
```
   Puya valida L.B.Sm.
   Puya vallo-grandensis Rauh
   Puya vargasiana L.B.Sm.
   Puya vasquezii Ibisch & E.Gross
   Puya venezuelana L.B.Sm.
   Puya venusta (Baker) Phil.
   Puya vervoorstii Gómez Rom. & A.Grau
   Puya vestita André
   Puya volcanensis A.Cast.
```

## W
```
   Puya weberbaueri Mez
   Puya weberiana É.Morren ex Mez
   Puya weddelliana (Baker) Mez
   Puya werneriana Read & L.B.Sm.
   Puya westii L.B.Sm.
   Puya wrightii L.B.Sm.
   Puya wurdackii L.B.Sm.
```

## Y
```
   Puya yakespala A.Cast.
```